# Criollo limonense
El criollo limonense es una lengua criolla que se habla en la provincia de Limón, en la costa caribeña de Costa Rica. Es una lengua criolla de base inglesa en contacto con la lengua española. Es de base inglés caribeño y criollo jamaiquino. El criollo limonense es también conocido como Limon English, creole, mekaytelyw, mecateliu, Limon tak.

## Aspectos históricos, sociales y culturales

### Nombre de la lengua
El nombre de "criollo limonense" proviene de la historia de la lengua. El concepto de lenguas criollas surgió en el área de la lingüística para hablar de las lenguas que surgieron por la colonización y la esclavitud; dichas lenguas recibieron mucha estigmatización incluso desde el campo de la lingüística que en la primera parte del desarrollo de la criollística que las entendió --al momento del surgimiento de esa perspectiva-- como lenguas con déficit o empobrecidas. Luego, el hecho de que sea "limonense" hace referencia a su relación con la población afrocostarricense de Limón.  

El criollo limonense también es conocido como mekaytelyou (pronunciado comúnmente por la comunidad hispanohablante como "mecateliu"), que es una transliteración de la frase "Make I tell you something", o bien, 'déjame/permíteme decirte algo' en español. A pesar de que en alguna literatura académica (la que utiliza dicha denominación) se justifica diciendo que este nombre es dado por los mismos miembros de la comunidad, existe discusión de que esta haya sido más bien un nombre dado desde los estudios lingüísticos de los años 70. De hecho, existen críticas hacia este nombre, pues se supone que "Make I tell you something" es una frase utilizada para introducir un chisme, por lo cual implica una representación negativa de la comunidad afrocostarricense. Este es uno de los trabajos lingüísticos, publicado en 2012, donde se encuentra dicha representación:
De modo que el cambio de espacio resulta en una permutación de la conexión entre su repertorio lingüístico y la competencia lingüística requerida para actuar en ese espacio. Los hablantes se expresan en y desde un espacio que proyecta ciertos valores, un determinado orden social, cierta autoridad, y atributos afectivos. Este concepto puede ilustrarse con lo que ocurre en Puerto Limón. Una vez que la dueña de casa ha cumplido con sus tareas domésticas, descansa en el porche de su casa, con sus brazos generalmente apoyados en la veranda. Desde ese espacio, ella observa y saluda a las personas que caminan por la vereda. Luego transmite sus comentarios “sobre la relación” entre esas personas a sus amigas y de esa manera controla “vineando” (I. e. gossiping) las reglas sociales y morales de la ciudad.
La idea de la comunidad limonense como una chismosa se presenta en el trabajo de Anita Herzfeld, autora de la cita recién presentada, también en su tesis doctoral producida en los años setenta, cuando se refiere a Limón como una comunidad que disfruta de los chismes. Particularmente, presenta a las mujeres afrocostarricenses como chismosas; desde la visión de la lingüista, el chisme era una forma en la cual las mujeres de dicha comunidad ejercían una forma de poder sobre el espacio público. Desde la lingüística costarricense, se prefiere el nombre criollo limonense.

### Historia de la lengua
La historia del criollo limonense empieza con la llegada de la diáspora afrodescendiente que migró de Jamaica, las Antillas y el Caribe para trabajar en la construcción del ferrocarril y las plantaciones bananeras en el periodo del enclave bananero.  Es decir, aunque las primeras personas negras llegaron a Costa Rica esclavizadas por los españoles en el siglo XVI, la lengua ve su historia en la diáspora que empezó a partir de 1870.
La historia de la lengua se ve marcada por el racismo estructural de Costa Rica denunciado por diversos activistas, intelectuales y políticos afrodescendientes. Así, en el país ha existido en el país una planificación lingüística no explícita a lo largo de su historia.  Además, se ha dado una estigmatización histórica de la lengua que es registrada por diversos trabajos sociolingüísticos como "un inglés malo" o "broken english".
En los años 90 había disminuido la transmisión intergeneracional, incluso en la interacción de jóvenes con sus mayores; además destacaba el uso del español entre la población joven.
Aunque se han llevado a cabo distintos estudios sociolingüísticos sobre la lengua desde los años setenta, no existe una política oficial para el resguardo de esta lengua.

### Uso y distribución

#### Distribución geográfica

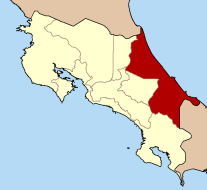
Ubicación de la provincia de Limón.

El criollo limonense se habla en la provincia de Limón, ubicada en la costa caribeña de Costa Rica. La región comparte fronteras con Panamá al sur y Nicaragua al norte. Al este tiene el océano Atlántico y al oeste tiene las regiones costarricenses de Heredia, Cartago, Puntarenas y San José.

### Situación sociolingüística
El criollo limonense atraviesa un proceso de desplazamiento o declinación, en el que podría estar encaminándose a un estado de obsolescencia.
De acuerdo con los parámetros de la Unesco, puede categorizarse como definitivamente en peligro en términos generales. Puede verse en sea categoría a partir de la transmisión intergeneracional y la proporción de hablantes con respecto a la población total del grupo. En cambio, en el número absoluto de hablantes se podría catalogar como en una buena situación de forma global por su relación estrecha con otras variedades del Caribe. En cuanto a los dominios de uso (lugar y con quién se usa el idioma), se da una disminución de dominios, es decir, que se reducen los usos de la lengua en situaciones en las que tradicionalmente se utilizaba, tal como el ámbito familiar. Finalmente, en cuanto a los dominios funcionales nuevos y presencia en medios de comunicación masiva, el estatus es mínimo o inactivo; incluyendo el hecho de que el inglés criollo limonense no ha sido incorporado al currículo escolar.
También se ha propuesto que podría desaparecer por su descriollización hacia el inglés o la sustitución por el español.  La lengua se encuentra amenazada  debido a que sus esferas de uso continúan reduciéndose y su transmisión intergeneracional ha disminuido drásticamente junto al cual aparece un bilingüismo pasivo y una adquisión parcial de la lengua. Según estudios sociolingüísticos existen aspectos que afectan y también aspectos que ayudan al mantenimiento de la lengua. Dos aspectos que afectan la situación del criollo limonense son la situación económica y el factor demográfico Con respecto a la situación financiera de la provincia de Limón, resalta el escaso control histórico de la población sobre su economía. Sobre el factor demográfico, resalta la migración hacia la zona de población costarricense y nicaragüense hispanohablante. Por su parte, se identifican aspectos positivos para el mantenimiento de la lengua. En primer lugar, el estatus social de la lengua parece tener un impacto positivo en su mantenimiento, pues hay un orgullo étnico-lingüístico Existe una lealtad lingüística entre la población joven, ya que expresan fuerte conexión identitaria con la lengua y el valor que esta tiene para transmitir la herencia cultural. Otros aspectos positivos para el mantenimiento ha sido la solidaridad grupal de la comunidad afrocostarricense y la producción cultural en la lengua.

### Producción cultural y literaria
El criollo limonense tiene una estrecha relación con producción cultural de la región, tal como se le reconoce en el país. Existen obras de artistas con trascendencia internacional, tales como la escritora Eulalia Bernard y el calypsonian Walter Ferguson. La música y la producción literaria han contribuido al mantenimiento de la lengua.

## Descripción lingüística

### Fonología y escritura

#### Fonología
El criollo limonense tiene varias particularidades fonológicas.  El tono, que no tiene un papel muy grande en el español, puede tener mucha importancia porque es posible que cambie el significado según el tono de la pronunciación.  Los siguientes ejemplos son iguales salvo el tono de la segunda palabra.
Véase el caso de las siguientes oraciones:
im kyàn kúk (transliterado como "him can cook"), y
im kyán kúk ("him can’t cook");
este primero significa “él puede cocinar” y el segundo significa que “él no puede cocinar”.  En español, por lo general, se usa la palabra ‘no’ para indicar la negación.  La partícula ‘no’ existe en el mekaytelyuw también pero es posible encontrar ejemplos así. Se observan procesos de asimilación en vocales y en consonantes que adaptan los rasgos fonológicos del inglés a los patrones silábicos del español. Por ejemplo, ocurre metátesis (transposición) en el diptongo de una palabra como “snake” (IPA: /'sneɪk/) (‘serpiente’), donde la semivocal original yod [i̯] posterior al [[núcleo silábico [e]|vocal fuerte]] se "salta adelante" hasta dar ['snjek] (que puede leerse como "sniek" o "snyek".) En esa posición, la semivocal deviene semiconsonante (yod [j]).
En consonantes, se observan muy frecuentemente formas de lenición (debilitamiento) típicas de la fonología diacrónica hispánica, como de otras variedades regionales del inglés. Pérdida de consonantes (apócope, aféresis) se observan también. Se debilita o pierde la consonante inglesa -t y -d al final de sílaba y, especialmente, de palabras: así, la voz inglesa “fast”, ['fæst, fɑst]] ('rápida', 'rápido') pierde por apócope la consonante [t] final y se pronuncia ['fɑs], ajustándose así a la norma española que restringe las consonantes que pueden formar grupos con [s] dentro de la misma sílaba. Aféresis ocurre con la caída de la h- aspirada inicial (muda en español]. Otros fenómenos, como la asimilación alveolar de las fricativas dentales inglesas [θ} (sorda, como en "throw") y [ð] (sonora como en "the") a [t] y [d] respectivamente, se encuentran también en otras variedades del inglés.

#### Escritura
Utiliza el alfabeto latino. No existe una estandarización en la escritura del idioma.

### Léxico
El léxico de un idioma es la rama de lingüística que tiene que ver con el significado de las palabras y expresiones.  Por razones de colonización e inmigración, entre otras, el léxico de un idioma siempre tiene raíces en otros idiomas, sea fuertes con mucha presencia actual o débiles.  En el léxico del mekaytelyuw, hay presencia del español, inglés y también lenguas africanas.  Un ejemplo del vocabulario español es:  She mekkyin fan fi yuh.   Esto quiere decir en inglés estándar “She is making fun of you” y en español “Se está burlando de ti”.   Lo mismo ocurre con la frase: Mercedes faltar fram klas las wiik.  En inglés estándar significa “Mercedes missed class last week” y en español se diría que “Mercedes faltó a las clases la semana pasada”. El vocablo faltar es del español mientras que las otras palabras vienen del inglés.  
El mekaytelyuw contiene varios vocablos que originariamente viene del inglés, dado que es de base inglés caribeño, pero también existen unos rasgos del inglés arcaico de Europa.  Los conquistadores europeos, al colonizar la región, dejaron sus huellas lingüísticas también.  Algunos de estos rasgos empezaron como palabras pero existen ahora en el criollo limonense como cierta pronunciación. Un ejemplo de esto es la pronunciación del diptongo /oi/ pronunciado en el criollo como /ai/.  La palabra ‘oil’ se dice /ail/ en mekaytelyuw.  En español estándar es ‘aceite’. En esta situación se ve el vínculo que forma entre el léxico y la fonología con el paso de tiempo. 
De origen africano, hay varios vocablos en el mekaytelyuw.  /nyam/ significa “comer” y viene de la familia lingüística de Níger-Congo.  /dokunu/ significa “pan cocido de maíz”; es de origen Twi de la palabra o-dokono.  /cho/ es una interjección del Ewe que expresa sorpresa; no obstante, se suele expresar con un fonema oclusivo de la boca que suele tener connotaciones despectivas o derogativas.  Hay muchos más pero de esta pequeña selección, se nota que varios tipos de palabras de origen africano existen en el mekaytelyuw.  Hay verbos, sustantivos, interjecciones y otros con funciones diferentes. Otro rasgo importante que proviene de las influencias africanas es la reduplicación para expresar intensificación o el superlativo. La frase: Jiemz trang – trang, significa “James is very strong” en inglés estándar y “James es muy fuerte” en español. El adjetivo cuantificador no existe en este criollo.

### Morfología
La morfología estudia la estructura interna de la palabra y los morfemas son las unidades mínimas de significado. Hay tres tipos de flexión en la morfología: de género, de número y verbal.  Flexión de género tiene que ver con los morfemas que se añade para hacer una palabra femenina, masculina o neutra. Flexión de número se trata de lo singular y lo plural.  Flexión verbal tiene que ver con el cambio del verbo, también llamado las conjugaciones, que indica el sujeto, el modo y el tiempo del verbo. Cada palabra tiene un núcleo, o el morfema que lleva el significado.  Los otros morfemas modifican, pero no cambian, el significado del núcleo.  
Las lenguas criollas caribeñas tienden a carecer de las flexiones verbales así que es necesario tener el pronombre personal en el sujeto o, por lo menos, algún tipo de indicador.  Esto es el caso del mekaytelyuw.  No existen conjugaciones o flexiones verbales y, en muchos casos, tampoco existen flexión de número.  Lo siguiente es un ejemplo: di bwai – dem a – plie.  Di bwai puede significar ‘the boy’ (Español: ‘el niño’) o ‘the boys’ (Español: ‘los niños’). Plie significa ‘play’ o, en español, ‘jugar’. La palabra dem indica que la frase está en la forma plural.  La frase significa ‘the boys are playing’ o ‘los niños están jugando’. Otro aspecto de la morfología, que tiene que ver con el previo, es que hay una falta de concordancia entre el sujeto y el verbo.  Es obvio que, si no hay flexión verbal, el verbo no va a concordar con el sujeto.  Otro ejemplo es di uman nuo (‘the woman knows’/ ‘la mujer sabe’) y di uman – dem nuo (‘the women know’/ ‘las mujeres saben’).  Se ve la palabra indicadora dem otra vez.  

### Sintaxis
La sintaxis estudia la estructura y organización de la frase u oración.  El orden de palabras en la frase es importante porque puede cambiar el significado de la frase.  Todas las palabras en la frase tienen un papel importante y específico.  Los determinantes, como los artículos indefinidos y definidos, refieren a sustantivos específicos o inespecíficos.  El uso de los determinantes en el criollo limonense es muy similar al del inglés estándar.  El orden preferido de palabras en el criollo limonense es similar al del inglés estándar también.  Ese orden es S-V-O o sujeto-verbo-objeto.  El español, inglés estándar y también las lenguas africanas de la familia Níger-Congo siguen este orden preferido.  Por lo tanto, tiene mucho sentido que el criollo limonense seguirá ese mismo orden.  
El género en el criollo limonense parece ser más un aspecto sintáctico que morfológico porque yuxtaponen palabras para indicarlo.  Los siguientes son dos ejemplos:
Uman aas (woman horse or mare), se traduce como: yegua (Español)
Uman dokta (woman doctor or female doctor), se traduce como: médica o ginecóloga (Español).
Se ve aquí que usan la palabra uman (mujer) para indicar que es femenino.  Para indicar el masculino, yuxtaponen la palabra para hombre que es man.  Con esta indicación de género, la flexión de género y los varios morfemas que indican el género en lenguas como el español, no son necesarios.  
El uso de los verbos es muy diferente al del uso en español o en inglés.  De una manera, es una simplificación pero otros lo pueden ver como un uso más complicado.  Una característica verbal del mekaytelyuw es que no emplean el uso de un verbo antes del adjetivo predicativo.  Por ejemplo,  jaaj sik.  Literalmente dice ‘Jorge enfermo’ pero significa ‘Jorge está enfermo’.  El verbo no está presente. En este caso específico, su ausencia tiene una explicación sencilla. El verbo "to be", o en su forma conjugada "is", puede reducirse a "'s" o finalmente desaparecer. Por ejemplo, "George is sick" se reduce a "George's sick" y finalmente "George sick" (jaaj sik).  Las lenguas criollas también carecen de los verbos auxiliares tales como ‘haber’ y ‘estar’.  El equivalente de los verbos ‘estar’ y ‘ser’, que en inglés significan ‘to be’, tiene funciones similares a los usos en español y en inglés pero también tienen sus diferencias muy específicas.